# Institució Milà i Fontanals de Recerca en Humanitats
La Institució Milà i Fontanals de Recerca en Humanitats, anteriorment anomenada simplement com a Institució Milà i Fontanals (IMF), és una institució de recerca en Humanitats, depenent del Consell Superior d'Investigacions Científiques (CSIC), creada en 1968 a Barcelona.
La IMF està ubicada en un edifici al barri del Raval de Barcelona, concretament al carrer Egipcíaques núm. 15, on es troba també la Delegació del CSIC a Catalunya.

## Història
La IMF, que deu el seu nom a l’historiador i filòleg Manuel Milà i Fontanals (1818-1884), impulsor d’estudis de literatura castellana, catalana i provençal medieval i de literatura popular, fou creada el 1968 a partir de l'agrupació o fusió en un sol institut o estructura administrativa de catorze departaments i seccions del CSIC a Barcelona dedicats a la recerca en Humanitats, com l'antic Institut Espanyol de Musicologia, el Centre d'Etnologia Peninsular, l'Escola d'Estudis Hebraics i Orient Pròxim, l'Institut Espanyol d'Arqueologia i de Prehistòria, l'Escola d'Estudis Medievals i l'Escola de Filologia de Barcelona, entre d'altres. Aquests centres venien a ser com apèndixs d'altres centres paral·lels a Madrid. Des d'aquell moment, la IMF contribueix a la generació de coneixement històric, cultural i social sobre les seves àrees d'estudi, amb especial atenció a la dimensió internacional i l'establiment de nombrosos convenis de col·laboració amb altres centres d'investigació afins.
Progressivament, la IMF es va desenvolupar com un centre de recerca format per grups i diferents línies de recerca. Així, el 1980, aquells primers catorze centres i seccions es reconvertirien en tres Instituts: Musicologia, Filologia i Geografia, i Etnologia i Història. Aquesta estructura amb diferents modificacions i variacions es mantindrà fins al 1984, quan arribarà un nou equip de govern. Aquest canvi implicarà la marxa dels professors d’universitat que fins aleshores havien conviscut dins l'estructura de la IMF. A partir d’aleshores la IMF esdevé una institució de recerca independent amb el seu propi equip d’investigadors, independent de les universitats i finançat per l’Estat. El 1994, quan s'aprova una nova estructura administrativa, que redueix els seus departaments. Finalment, el 2003 la institució acaba estructurant-se en dos "Arqueologia i Antropologia" i "Ciències Històriques: Estudis Medievals, Història de la Ciència, Musicologia".
Amb l’arribada del nou mil·lenni i la progressiva importància de les humanitats digitals, la IMF endega nous projectes digitals a partir d’antics fons de documentació, que ara són tractats a través de bases de dades que permeten extreure noves dades i, sobretot, noves interpretacions. Així, el Corpus Documentale Latinum Cataloniae (CODOLCAT), una base de dades lèxica del llatí medieval escrit en els territoris del domini lingüístic del català, desenvolupada per la IMF, amb la col·laboració de la Universitat de Barcelona. Es tracta del portal de consulta del Glossarium Mediae Latinitatis Cataloniae presentat públicament el 2012. O el Fons de Música Tradicional, una col·lecció de patrimoni musical que conté més de 20.000 melodies en paper recollides per tot Espanya entre 1944 i 1960, la majoria de les quals es va recopilar a través de les 65 "Missions folklòriques" i 62 quaderns presentats a concursos organitzats per l’antic Institut Espanyol de Musicologia del CSIC, en els quals van participar 47 recopiladors. Ara, aquestes dues bases de dades permeten treballar amb antiga documentació emmagatzemada a la IMF des d’anys enrere, i aconseguir nous i més complets resultats de recerca des de les Humanitats Digitals.

## Publicacions
Des de la IMF s'editen o dirigeixen diverses publicacions científiques, com l’Anuario de Estudios Medievales i els seus Anejos, l’Anuario Musical, els Monumentos de la Música Española, el projecte Arnaldi de Vilanova, Opera Médica Omnia (AVOMO), els Treballs d’Etnoarqueologia, el Repertorio de Medievalismo Hispánico, o la secció espanyola del Répertoire International des Sources Musicales (RISM).

## Biblioteca i Unitat de Documentació
La IMF compta amb una Biblioteca, d'accés lliure, especialitzada en Humanitats, composta per 76.000 obres monogràfiques i 2.500 publicacions periòdiques i una Unitat de Documentació i Gestió de Publicacions, on a més de la gestió d’algunes de les publicacions de la Institució, s'ocupa també del Fons Tomàs Carreras i Artau, el qual inclou l'Arxiu d'Etnografia i Folklore de Catalunya (AEFC).

## Direcció
El primer director de la IMF, que exerciria com a delegat del CSIC a Barcelona, fou Josep Vives i Gatell. El seguirien en el càrrec, fins al 1985, els Drs. Marià Bassols de Climent, Emilio Sáez Sánchez (1974-1979) i Joan Vernet i Ginés (1980-1985). A partir del 1985 els directors de la IMF han estat, primer la Dra. Maria Teresa Ferrer i Mallol (1985-1994) i, posteriorment, els Drs. Jaume Josa i Llorca (1994-1998) i Lluís Calvo i Calvo, que exerceix com a tal des de l'any 1998.